# Daley Mathison
Daley Mathison (* 20. Juli 1991 in Doncaster; † 3. Juni 2019 auf der Isle of Man) war ein britischer Motorradrennfahrer.

## Karriere
Daley Mathison war regelmäßiger Starter bei zahlreichen Straßenrennen auf den Britischen Inseln wie dem North West 200, dem Southern 100 oder der Isle of Man TT. 2013 gab er sein Debüt auf dem Mountain Course auf der Isle of Man beim Manx Grand Prix Newcomers A-Race, bei welchem er den fünften Platz belegte. 2014 gewann er auf Honda das Ultralightweight-Rennen beim Ulster Grand Prix in Nordirland. Seine Isle-of-Man-TT-Karriere umfasste drei Podestplätze in den Jahren 2016, 2017 und 2018 beim TT-Zero-Elektromotorradrennen, einschließlich des zweiten Platzes im Jahre 2017 hinter Bruce Anstey für die University of Nottingham. Beim Superstock-Rennen 2018 belegte er den 11. Platz und bei der Senior TT 2017 und 2018 jeweils den 13. Rang. Mathison fuhr im Superstock-Rennen 2018 seine schnellste Runde auf dem Mountain Course mit einer Durchschnittsgeschwindigkeit von 128,054 mph (206,083 km/h) und war damit der 34. schnellste Fahrer in der Geschichte der Strecke. 2018 fuhr er die zweitschnellste TT-Zero-Runde der Geschichte mit einem Durchschnitt von 119,294 mph (191,985 km/h). Insgesamt startete er 19 TT-Rennen mit 14 Zielankünften und drei Podestplätzen und gewann sechs Silber- und acht Bronze-Repliken.

### Tödlicher Unfall
Daley Mathison starb am 3. Juni 2019 im Alter von 27 Jahren auf der Isle of Man, als er in der dritten Runde des Superbike-Rennens der Isle of Man TT 2019 mit seiner BMW S 1000 RR auf der Snugborough-Geraden auf der Anfahrt nach Union Mills verunglückte. Er hinterließ seine Frau und ein Kind.